# Eumorphus cyanescens
Eumorphus cyanescens es una especie de coleóptero de la familia Endomychidae.

## Distribución geográfica
Habita en Mindanao y Luzón en (Filipinas).